# Mogens Lüchow
Moens Lüchow, né le 13 mai 1918 à Copenhague et mort le 20 mars 1989 dans la même ville, est un escrimeur danois.
Vainqueur du championnat du monde 1950 à l'épée individuelle, il a aussi représenté le Danemark aux Jeux olympiques en 1948 et 1952. Lors de ces derniers Jeux, il s'est qualifié pour la poule finale de dix tireurs où, avec deux victoires pour sept défaites, il a fini à la dernière place.

## Palmarès
- Championnats du monde d'escrime
  -  Médaille d'or aux championnats du monde d'escrime 1950 à Monte-Carlo